# Wabua
Wabua is een geslacht van spinnen uit de  familie van de Stiphidiidae.

## Soorten
- Wabua aberdeen Davies, 2000
- Wabua cleveland Davies, 2000
- Wabua crediton Davies, 2000
- Wabua elliot Davies, 2000
- Wabua eungella Davies, 2000
- Wabua halifax Davies, 2000
- Wabua hypipamee Davies, 2000
- Wabua kirrama Davies, 2000
- Wabua major Davies, 2000
- Wabua paluma Davies, 2000
- Wabua seaview Davies, 2000